# Christian Hoeck
Christian August Hoeck (* 1. April 1849 in Heide; † 17. März 1930 in Kiel) war protestantischer Geistlicher und Mitglied des Deutschen Reichstags.

## Leben
Hoeck besuchte das Gymnasium zu Flensburg von 1865 bis 1869 und die Universitäten Kiel, Tübingen, Berlin und Jena. 1878 wurde er dritter Prediger in Wilster (Holstein) und 1882 zweiter Prediger daselbst. 1894 ist er freiwillig aus dem Amt geschieden und zog nach Flensburg. 1897 zog er nach Bergedorf, wo er sich um ein neues Pfarramt bemühte.
Von 1903 bis 1907 war er Mitglied des Deutschen Reichstags für den Wahlkreis Provinz Schleswig-Holstein 5 Dithmarschen, Steinburg und die Freisinnige Vereinigung.